# Lincoln County, South Dakota
Lincoln County är ett administrativt område i delstaten South Dakota, USA. År 2010 hade countyt 44 828 invånare. Den administrativa huvudorten (county seat) är Canton.

## Geografi
Enligt United States Census Bureau har countyt en total area på 1 499 km². 1 498 km² av den arean är land och 1 km² är vatten.

### Angränsande countyn
- Minnehaha County, South Dakota - nord
- Lyon County, Iowa - nordost
- Sioux County, Iowa - sydost
- Union County, South Dakota - syd
- Clay County, South Dakota - sydväst
- Turner County, South Dakota - väst

### Orter
- Hudson